# Битом-Оджанський
Битом-Оджанський (пол. Bytom Odrzański, нім. Beuthen an der Oder) — місто в західній Польщі, на річці Одра.
Належить до Новосольського повіту Любуського воєводства.

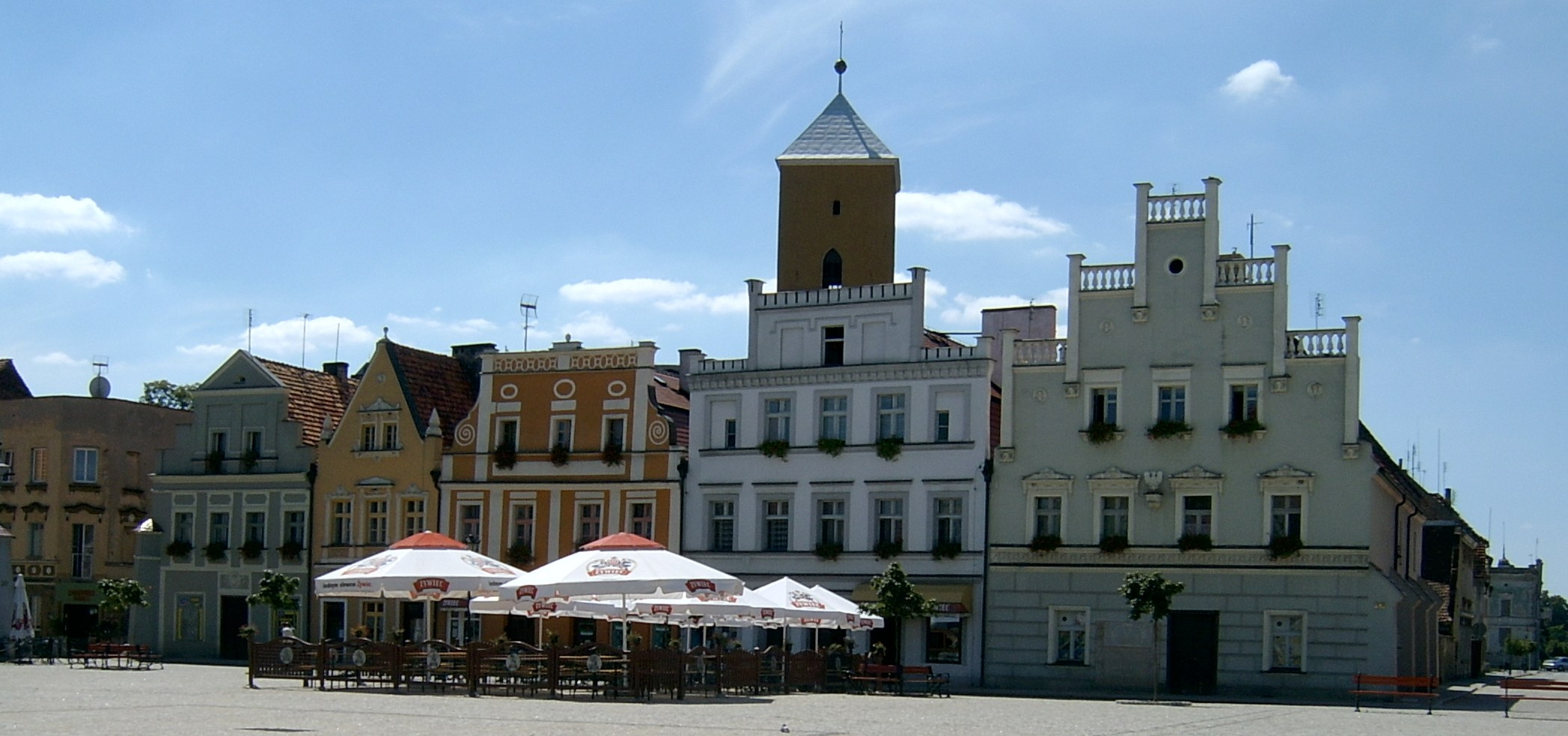
Вигляд міста

## Демографія
Демографічна структура станом на 31 березня 2011 року:
|          | Загалом | Допрацездатний вік | Працездатний вік | Постпрацездатний вік |
| -------- | ------- | ------------------ | ---------------- | -------------------- |
| Чоловіки | 2193    | 474                | 1533             | 186                  |
| Жінки    | 2237    | 428                | 1373             | 436                  |
| Разом    | 4430    | 902                | 2906             | 622                  |

| Рік  | Населення |
| ---- | --------- |
| 1787 | 2261      |
| 1825 | 2557      |
| 1905 | 3033      |
| 1939 | 3176      |
| 1961 | 2457      |
| 1970 | 3049      |
| 2004 | 3365      |
| 2010 | 4480      |